# Pío Cabanillas Gallas
 (mars 2025).
Si vous disposez d'ouvrages ou d'articles de référence ou si vous connaissez des sites web de qualité traitant du thème abordé ici, merci de compléter l'article en donnant les références utiles à sa vérifiabilité et en les liant à la section « Notes et références ».
Pour les articles homonymes, voir Pío Cabanillas.
Pío Cabanillas Gallas, né le 13 novembre 1923 à Pontevedra et décédé le 10 octobre 1991 à Madrid, est un homme politique espagnol. Ministre de l'Information à la fin du franquisme, il a ensuite occupé plusieurs postes ministériels sous la direction d'Adolfo Suárez et Leopoldo Calvo-Sotelo lors de la transition démocratique.

## Biographie

### Formation et carrière
Après avoir obtenu une licence de droit à l'université de Grenade, avec le prix extraordinaire, il passe avec succès son doctorat à l'université centrale de Madrid, où il reçoit là aussi le prix extraordinaire. Il réussit ensuite différents concours qui lui donnent accès aux professions de notaire, conservateur des hypothèques et enfin avocat de l'État.

### Membre des Cortes franquistes
Le 28 février 1961, il devient chef du conseil consultatif technico-juridique syndical et, à ce titre, membre de droit des Cortes franquistes (Procurador en Cortes). Reconduit au commencement de la nouvelle législature, quelques mois plus tard, il démissionne en décembre 1962 pour être aussitôt renommé, mais cette fois-ci par le général Franco.
Il change une nouvelle fois de siège en 1967, étant élu par 540 voix sur 554 par l'ordre des conservateurs des hypothèques. À la fin de son mandat, quatre ans plus tard, il obtient un mandat du « tiers familial », c'est-à-dire élu par les chefs de famille, dans la province de Pontevedra.

### Au gouvernement
Il occupe un temps le poste de sous-secrétaire du ministère de l'Information et du Tourisme pendant le mandat de Manuel Fraga, entre 1962 et 1969, puis est nommé à la tête du ministère le 3 janvier 1974, dans le gouvernement dirigé par Carlos Arias Navarro. Ses tentatives d'approfondir la liberté de la presse conduit à sa destitution le 11 mars 1975 par Franco lui-même.

### Activité politique lors de la transition
Il participe, au cours de l'année suivante, à la fondation du Parti populaire, qui fusionne avec d'autres partis dans l'Union du centre démocratique (UCD). Homme fort de l'UCD en Galice, il est élu député de la province de Pontevedra en 1977 et nommé ministre de la Culture le 5 juillet, dans le premier gouvernement démocratique formé par Adolfo Suárez.
Bien qu'il ait été réélu député en 1979, il doit attendre 9 septembre 1980 pour retourner au gouvernement, en tant que ministre adjoint au président du gouvernement. Lorsque Suárez est remplacé par Leopoldo Calvo-Sotelo le 26 février 1981, Pío Cabanillas Gallas devient ministre de la Présidence, un poste qu'il abandonne le 1er septembre pour celui de ministre de la Justice. Il reste membre du gouvernement jusqu'à la fin de son mandat, le 28 octobre 1982.

### Fin de carrière et de vie
Malgré le fait que l'UCD n'ait conservé qu'une dizaine de députés, contre plus de cent cinquante auparavant, il parvient à conserver son mandat de membre du Congrès des députés aux élections anticipées de 1982. Il se retire de la vie politique quatre ans plus tard, puis adhère en 1989 au Parti populaire (PP). Il est alors élu député européen et reste en poste jusqu'à son décès, en 1991.

### Vie privée
Il est le père de Pío Cabanillas Alonso, qui fut notamment directeur général de la radio-télévision publique (RTVE), puis porte-parole du gouvernement au début des années 2000, sous les couleurs du Parti populaire.

## Distinctions
- Grand-croix de l'ordre d'Isabelle la Catholique